# Brian Greene

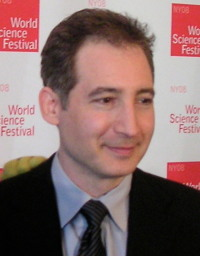
Brian Greene op het World Science Festival 2008

Brian Randolph Greene (New York, 9 februari 1963) is een theoretisch natuurkundige en snaartheoreticus. Hij verwierf bekendheid bij een breder publiek door zijn populair-wetenschappelijke boeken The Elegant Universe  en The Fabric of the Cosmos, en een daaraan gerelateerde tv-special van PBS. Sinds 1996 is hij hoogleraar aan de Columbia-universiteit.

## Werk en leven
Als kind bleek Greene reeds bijzonder begaafd te zijn op het gebied van de wiskunde. In 1980 begon hij met een bacheloropleiding Wiskunde op Harvard om vervolgens een doctoraalopleiding te volgen aan de universiteit van Oxford, waarvoor hij een Rhodesbeurs ontving.
Greenes onderzoeksgebied is de snaartheorie, de theorie die probeert de vier fundamentele natuurkrachten in de natuurkunde (de elektromagnetische kracht, de sterke en zwakke kernkracht en de zwaartekracht) in één universele, omvattende theorie onder te brengen, de unificatietheorie.